# Свети мученик Панхарије
Свети мученик Панхарије, познат и као Панхарије Римски је хришћански светитељ из 3. века
Рођен је у месту Вилапата у Германији. Као млад одлази у Рим, где се спријатељио с царем Диоклецијаном, и постао први члан Сената. Иако крштен и васпитан у хришћанској прородици, због царске службе се одрекао хришћанства и примио римску веру. Његова мајка и сестре разочаране овим гестом послале су му прекорно писмо којим су га молиле да се врати у хришћанство.
Након тога Панхарије се покајао и јавно пред царем исповедио да је хришћанин. И под предњом смрти у мукама није одбио да се поново одрекне хришћанства. Диоклецијан је због тога наредио да ге свуку голог и да га туку жилама. Након тога је послат у Никомидију. Тамо је био поново мучен и на крају убијен, одсецањем главе 302. године.
Православна црква прославља светог Панхарија 19. марта по јулијанском календару.